# فريتز شنايدر
فريتز شنايدر هو متزلج قفز سويسري، ولد في 2 سبتمبر 1928.

## وصلات خارجية
- فريتز شنايدر على موقع الاتحاد الدولي للتزلج (القفز التزلجي) (الإنجليزية)
- فريتز شنايدر على موقع اللجنة الأولمبية الدولية (الإنجليزية)
- فريتز شنايدر على موقع أوليمبيديا (الإنجليزية)